# Евангелски вестник
„Евангелски вестник“ е информационно и коментарно издание на евангелските християни в България.
На 16 декември 1994 година излиза първият брой на печатното издание на Евангелски вестник. От януари 2012 година се разпространява само в Интернет. Издава се от Християнско сдружение Студио 865.